# Мария де Бриенн
Мария де Бриенн (ок. 1224—1275) — императрица Латинской империи, супруга императора Балдуина II де Куртене. Она дважды была регентом Константинополя во время отсутствия Балдуина, в 1237—1239 и 1243—1257 годах.

## Семья и замужество
Мария была старшим ребёнком и единственной дочерью Иоанна де Бриенна от его третьей жены Беренгарии Леонской. Она была младшей сестрой Иоланты Иерусалимской по отцу и сестрой Альфонса де Бриенна.
19 апреля 1229 года Мария была обручена с Балдуином II, младшим соправителем своего отца на престоле Латинской империи. Целью брака было установление династического союза между двумя соправителями. На момент помолвки Марии было не более пяти лет, поскольку её родители поженились только в 1224 году.
Брак Марии и Балдуина состоялся в 1234 году. Невесте было около десяти лет, а жениху — семнадцать. После свадьбы Мария стала младшей императрицей Латинской империи, а старшей была её мать. Запись о её браке была сделана в летописцем Альбериком из Труа-Фонтена.

## Императрица
В 1236 году Константинополь был осаждён объединёнными силами царя Болгарии Ивана Асеня II и императора Никейской империи Иоанна III Дука Ватаца. Город защищали только небольшой гарнизон рыцарей, флот Венецианской республики и незначительные силы, посланные Жоффруа II де Виллардуэном, принца Ахейи, чтобы усилить оборону. Город спасся от захвата лишь благодаря ссоре между осаждающими его союзниками.
Иоанн де Бриенн взял на себя командование обороной Константинополя. Балдуин II направившись в Западную Европу, пытаясь собрать средства и набрать вооружённые силы, необходимые для обеспечения выживания их империи. Иоанн умер 27 марта 1237 года, а Беренгария последовала за ним 12 апреля. 12-летняя Мария осталась номинально править Константинополем, поскольку была единственной представительницей императорской семьи, оставшейся в городе. Балдуин вернулся лишь в июле 1239 года во главе сил крестовых походов, обеспечив выживание империи на ближайшее будущее. Марии было примерно 15 лет, когда её муж вернулся в столицу.
15 апреля 1240 года на Пасху Балдуин II был коронован императором в соборе Святой Софии. Их единственный известный сын, Филипп, родился в 1243 году. Однако период относительного спокойствия для империи не мог длиться долго. К концу 1243 года Балдуин отправился во Францию, чтобы заручиться поддержкой короля Людовика IX. В его отсутствие Мария стала регентом, а французский крестоносец Филипп Туси — соправителем. Балдуин отсутствовал несколько лет, присоединившись к Седьмому крестовому походу. Он вернулся лишь в 1257 или 1258 году, возможно, после смерти Феодора II Ласкариса.

## Падение Константинополя и изгнание
В июле 1261 года никейский генерал Алексей Стратигопул был послан с отрядом в 800 солдат, чтобы наблюдать за болгарами и изучать защиту латинян. Узнав, что город практически не охраняется, Стратигопул решил не упускать такую прекрасную возможность вернуть город, несмотря на свои небольшие силы .
Он проник в город и захватил защитников врасплох, и после некоторого сражения византийские силы взяли под свой контроль городские стены. Император Балдуин II бежал к гавани, надеясь уплыть на корабле. Благодаря своевременному прибытию возвращающегося венецианского флота, они были эвакуированы, но город был потерян навсегда. Марии удалось бежать вместе с мужем.
Они отправились сначала в Эвбею, Афины, Апулию, а затем обратно во Францию. В последующие годы они выживали, продавая свои титулы и земли. Балдуин и Мария провели остаток жизни при дворе Карла Анжуйского. В октябре 1273 года Балдуин умер в Неаполе. Мария пережила его примерно на два года. Она была похоронена в Ассизи.